# Eria javanica
Eria javanica é uma espécie de orquídea (Orchidaceae) do Sudeste Asiático.